# Clubland
Clubland var en svensk housegrupp skapad av producenten Jan Ekholm. Senare anslöt sig låtskrivaren Morgan King och sångerskan Zemya Hamilton. Clubland är en av få artister som haft fyra förstaplaceringar på Billboard Club Chart i USA, med singlarna "Let's Get Busy",  "Hold On (Tighter to Love)", "Set Me Free" och "Hypnotized". 1992 var man enligt Billboards sammanräkningar den mest framgångsrika dansakten i USA efter Michael Jackson.

## Diskografi

### Album
- 1991 - Themes from Outer Clubland
- 1992 - Adventures beyond Clubland
- 1995 - The Secrets of inner Clubland (Clubland featuring Zemya Hamilton)
- 2008 - Life Is A remix (The Early Years) Vol 1 (Clubland featuring Zemya Hamilton)
- 2010 - Life Is A Remix Vol 2 (Clubland featuring Zemya Hamilton)

### Singlar
- 1990 - "Let's get busy (Pump it Up)" / "The World of Music"

#### Adventures beyond Clubland
- 1991 - "Hold on (Tighter to Love)" (Morgan King / Kym Mazelle)
- 1992 - "Set me Free"
- 1992 - "Love Strain"
- 1992 - "Hypnotized"
- 1992 - "Come Rain Come Shine"

#### The Secrets of inner Clubland
- 1995 - "Cry"
- 1995 - "Peace of Luv"
- 1995 - "Gimme Love Gimme All"

- 2000 - "Set Me Free (Remixes)"